# لادوشكين
لادوشكين (بالروسية: Ладушкин) هي إحدى مدن روسيا في الكيان الفدرالي الروسي كالينينغراد أوبلاست.

## التاريخ
تأسست المدينة بأسم لادويجسورت في عام 1314 من القرن الثالث عشر ميلادي وتقع على مقربة من شواطئ بحيرة فيستلا وأنقاض قلعة من القرون الوسطى تسمى قلعة بلقا التي أقيمت بواسطة فرسان توتوني.
بعد أن نُقل شمال شرق بروسيا إلى الجمهورية السوفياتية الاشتراكية الاتحادية بعد الحرب العالمية الثانية،تم تغيير اسمها إلى مدينة لادوشكين في عام 1946 تيمناً بالجندي إيفان لادوشكين التابع للجيش الأحمر الذي قُتل في العام السابق.